# ميك ماونتز
مايكل سي. "ميك" ماونتز (بالإنجليزية: Mick Mountz) (ولد في 5 مايو 1965) هو رجل أعمال أمريكي، وهو مؤسس والرئيس التنفيذي لشركة كيفا سيستيمز (لاحقا أمازون روبوتيكس (بالإنجليزية: Amazon Robotics))، التي تصنع أنظمة تنفيذ الطلبات باستخدام الروبوتات المتنقلة لأتمتة المستودعات. تم شراء الشركة من قبل شرطة أمازون في مارس 2012.
وهو خريج معهد ماساتشوستس للتكنولوجيا عام 1987 وجامعة هارفارد عام 1996، وعضوٌ في اللجنة الاستشارية لعميد كلية الهندسة في معهد ماساتشوستس للتكنولوجيا.
عام 2008 فاز ماونتز بجائزة IEEE / الاتحاد الدولي للروبوتات للابتكار وريادة الأعمال إلى جانب مؤسسي شركة كيفا بيتر وورمان ورافاييلو داندريا، بالإضافة إلى جائزة إرنست ويونغ لرائد الأعمال [الإنجليزية] لهذا العام في منطقة إنجلترا الجديدة.

## نشاته
وُلِد في فرانكفورت، ألمانيا الغربية. حصل على درجة البكالوريوس في الهندسة الميكانيكية من معهد ماساتشوستس للتكنولوجيا عام 1987، وفي عام 1996 حصل على درجة الماجستير في إدارة الأعمال من جامعة هارفارد.

## بداية مسيرته المهنية
بدأ ماونتز مسيرته المهنية كمهندس تصنيع في شركة موتورولا عام 1987 حيث عمل لمدة 7 سنوات. عام 1995 انضم إلى شركة أبل. كمدير تسويق المنتجات، وعمل على تقنيات باور ماك وفاير واير والدي في دي وغيغابت إيثرنت. بعد مغادرته شركة أبل عام 1999، بدأ العمل في منصة البقالة عبر الإنترنت ويب فان (بالإنجليزية: Webvan) كمدير لعمليات الأعمال اللوجستية. على الرغم من أن الشركة أعلنت إفلاسها وأغلقت أبوابها بعد فترة وجيزة عام 2001، إلا أن ماونتز يعزو إلى وقته في ويب فان رؤى حول مدى صعوبة وعدم كفاءة تنفيذ الطلبات.

## أنظمة كيفا
عام 2003 أسس ماونتز شركة أنظمة كيفا مع المؤسسين المشاركين بيتر وورمان ورافاييلو دي أندريا. وقاد الشركة بصفته الرئيس التنفيذي حتى عام 2015. عام 2009، تحت قيادة ماونتز، احتلت شركة كيفا المرتبة السادسة في قائمة Inc. 500 لأسرع الشركات نموًا في أمريكا، وأطلقت شركة Gartner على Kiva اسم أحد "البائعين المتميزين في إدارة سلسلة التوريد". تم بيع أنظمة Kiva إلى أمازون في عام 2012، وتم تغيير علامتها التجارية إلى أمازون روبوتيكس في عام 2015. في نهاية عام 2015، غادر ماونتز شركة أمازون روبوتيكس.

## المجالس
منذ عام 2016، أصبح ماونتز جزء من مجلس التمويل لصندوق MIT Sandbox Innovation Fund، الذي يوفر تمويل أولي لأفكار ريادة الأعمال التي بدأها الطلاب. عام 2018 انضم ماونتز إلى شركة RightHand Robotics المتخصصة في التقاط القطع الروبوتية كعضو مجلس إدارة بعد جولة تمويل من السلسلة B بقيمة 23 مليون دولار. بالإضافة إلى ذلك، فهو مستشار مجلس إدارة لشركة الطائرات بدون طيار للبيع بالتجزئة Pensa Systems، وشركة الطائرات بدون طيار الداخلية المستقلة Verity.

## الجوائز والأوسمة
- 2009 Kiva Systems – رقم 6 في قائمة أسرع الشركات نمو في أمريكا [6]
- 2009 Kiva Systems – بائعون رائعون في إدارة سلسلة التوريد[6]
- جائزة IEEE/IFR للاختراع وريادة الأعمال لعام 2008 [5]
- جائزة إرنست ويونغ لرائد الأعمال [الإنجليزية] لهذا العام في منطقة نيو إنجلاند لعام 2008 [6]
- عضو قاعة مشاهير المخترعين الوطنية لعام 2020 [13]
- عضو في الأكاديمية الوطنية للهندسة 2021 [14]